# Буллер, Виктор Дмитриевич
Виктор Дмитриевич Буллер (25 ноября 1945 — май 2025) — советский и казахский предприниматель, президент АО «Стройконструкция». Почётный гражданин города Астана (2015).

## Биография
Виктор Буллер родился 25 ноября 1945 года. Окончил Павлодарский индустриальный институт, получив специальность «инженер-строитель — технолог».
В 1968 году пришёл на Целиноградский КЖБИ Главцелинпромстроя. За четыре года прошёл путь от мастера арматурного цеха до начальника цеха и позже — главного инженера. В 1973 году Буллер был назначен на должность директора комбината. Комбинат КЖБИ был известен в Казахской ССР, поставлял для нужд республики плиты перекрытия, сваи, опоры линий электропередачи, бетонные трубы и кольца, блоки и другую продукцию.
В 1992 году состоялось преобразование КЖБИ в АО «Стройконструкция». Виктор Буллер единогласно был назначен руководителем. Ему удалось в 1995—1997 годы, при отсутствии финансирования и заказов сохранить комбинат работоспособным. АО «Стройконструкция» участвовало в сооружении монумента «Байтерек», Дворца Независимости, Пирамиды, мечетей Нур-Астана, Хазрет Султан, развлекательных центров «Думан», «Синема-Сити», «Мега», «Хан Шатыр», «Столичный цирк», спорткомплексов «Алатау» и «Казахстан», Национальной библиотеки, театра «Астана Опера» и прочих. В 2016 году АО «Стройконструкция» имело производственную мощность 300 тыс. м³ сборного железобетона, 500 тыс. м³ товарного бетона и 50 тыс. м³ бетонных изделий. Номенклатура охватывала все виды железобетона. В том же году компания заняла 48-е место в рейтинге Forbes по Казахстану с выручкой в 18,2 млрд тенге и чистой прибылью 14,1 млрд тенге.